# Mode transverse
Cet article court présente un sujet plus développé dans : Ligne de transmission planaire#Mode TEM.
Un mode transverse de rayonnement électromagnétique est un modèle particulier de champ électromagnétique du rayonnement dans le plan perpendiculaire (c'est-à-dire transversal) à la direction de propagation du rayonnement. Les modes transverses apparaissent dans les ondes radio et micro-ondes confinées dans un guide d'ondes, ainsi que dans les ondes de la lumière dans une fibre optique et dans le résonateur optique d'un laser.
Les modes transverses se produisent en raison des conditions aux limites imposées à l'onde par le guide d'ondes. Par exemple, une onde radio dans un guide d'ondes métallique creux doit avoir une amplitude de champ électrique tangentielle nulle au niveau des parois du guide d'ondes, de sorte que la configuration transversale du champ électrique des ondes est limitée à celles qui s'insèrent entre les parois. Pour cette raison, les modes supportés par un guide d'ondes sont quantifiés. Les modes autorisés peuvent être trouvés en résolvant les équations de Maxwell pour les conditions aux limites d'un guide d'ondes donné.

## Types de modes
Les ondes électromagnétiques non guidées dans l'espace libre, ou dans un diélectrique isotrope, peuvent être décrites comme une superposition d'ondes planes ; celles-ci peuvent être décrites comme des modes TEM tels que définis ci-dessous.
Toutefois, dans tout type de guide d'ondes où les conditions aux limites sont imposées par une structure physique, une onde d'une fréquence particulière peut être décrite en termes de mode transversal (ou de superposition de tels modes). Ces modes suivent généralement des constantes de propagation (en) différentes. Lorsque deux modes ou plus ont une constante de propagation identique le long du guide d'ondes, plusieurs compositions modales sont possibles pour décrire une onde avec cette constante de propagation (par exemple, un mode laser gaussien non central peut être décrit de manière équivalente comme une superposition de modes hermite-gaussiens ou de modes laguerre-gaussiens, qui sont décrits ci-dessous).

### Guides d'ondes

Modèles de champ de certains modes de propagation dans les guides d'ondes couramment utilisés.

Les modes dans les guides d'ondes peuvent être classés comme suit :
- Modes transverses électromagnétiques (TEM) : ni champ électrique, ni champ magnétique dans la direction de la propagation.
- Modes transverses électriques (TE) : Pas de champ électrique dans la direction de la propagation. Ils sont parfois appelés "modes H" car il n'y a qu'un champ magnétique le long de la direction de propagation ("H" est le symbole conventionnel du champ magnétique).
- Modes transverses magnétiques (TM) : Pas de champ magnétique dans la direction de propagation. Ils sont parfois appelés "modes E" car il n'y a qu'un champ électrique le long de la direction de propagation.
- Modes hybrides : Champs électriques et magnétiques non nuls dans la direction de propagation.

Les guides d'ondes en métal creux remplis d'un matériau homogène et isotrope (généralement de l'air) supportent les modes TE et TM, mais pas le mode TEM. Dans un câble coaxial, l'énergie est normalement transportée dans le mode fondamental TEM. Le mode TEM est également généralement supposé pour la plupart des autres formats de lignes électriques. Cette hypothèse est généralement exacte, mais une exception majeure est la ligne microruban qui présente une composante longitudinale significative de l'onde propagée en raison de l'inhomogénéité à la limite du substrat diélectrique sous le conducteur et de l'air au-dessus de celui-ci. Dans une fibre optique ou un autre guide d'ondes diélectrique, les modes sont généralement de type hybride.
Dans les guides d'ondes rectangulaires, les numéros de mode rectangulaire sont désignés par deux suffixes attachés au type de mode, tels que TEmn ou TMmn, où m est le nombre de motifs de demi-onde sur la largeur du guide d'ondes et n est le nombre de motifs de demi-onde sur la hauteur du guide d'ondes. Dans les guides d'ondes circulaires, il existe des modes circulaires et ici m est le nombre de motifs d'ondes complètes le long de la circonférence et n est le nombre de motifs de demi-ondes le long du diamètre,.

#### Fibres optiques
Le nombre de modes dans une fibre optique distingue la fibre optique multimode de la fibre optique monomode.  Pour déterminer le nombre de modes dans une fibre à indice progressif, il faut déterminer le nombre V (en) : 
{\textstyle V=k_{0}a{\sqrt {n_{1}^{2}-n_{2}^{2}}}}
où {\displaystyle k_{0}} est le nombre d'onde, {\displaystyle a} est le rayon du cœur de la fibre, et {\displaystyle n_{1}} et {\displaystyle n_{2}} sont l'indice de réfraction du cœur et de la gaine (en) (ou en anglais : cladding), respectivement. Une fibre dont le paramètre V est inférieur à 2,405 ne supporte que le mode fondamental (un mode hybride) et est donc une fibre monomode, tandis qu'une fibre dont le paramètre V est plus élevé possède plusieurs modes.
La décomposition des distributions de champ en modes est utile car un grand nombre de lectures d'amplitudes de champ peut être simplifié en un nombre beaucoup plus petit d'amplitudes de mode. Comme ces modes évoluent dans le temps selon un ensemble de règles simples, il est également possible d'anticiper le comportement futur de la distribution du champ. Ces simplifications de distributions de champ complexes facilitent les exigences de traitement du signal des systèmes de communication par fibre optique.
Les modes dans les fibres typiques à faible contraste d'indice de réfraction sont généralement appelés modes LP (polarisation linéaire), ce qui fait référence à une approximation scalaire pour la solution du champ, la traitant comme si elle ne contenait qu'une seule composante de champ transverse.

### Lasers

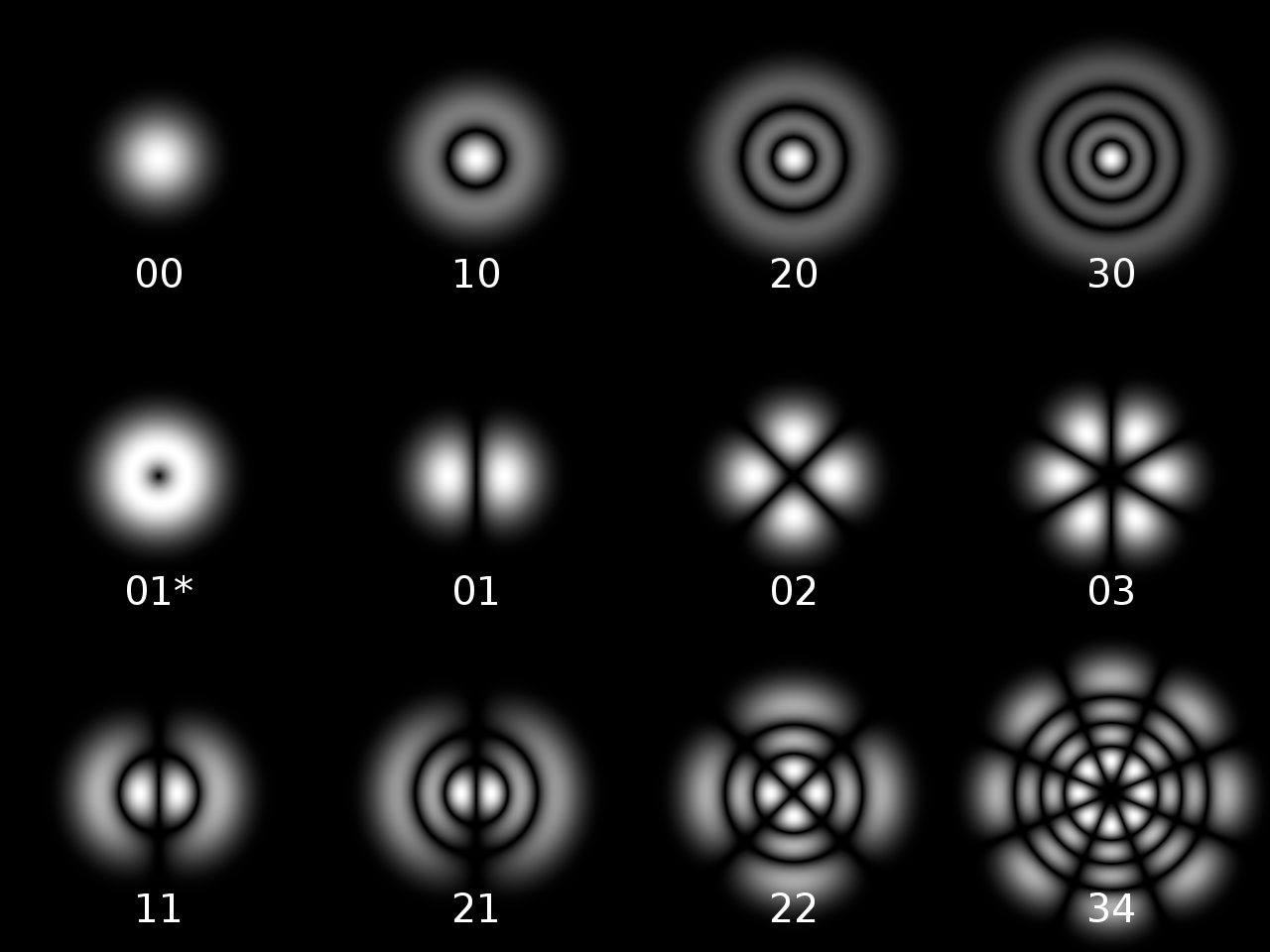
Modèles de modes transversaux cylindriques TEM_{pl}.

Dans un laser à symétrie cylindrique, les modes transversaux sont décrits par la combinaison d'un profil de faisceau gaussien et d'un polynôme de Laguerre. Les modes sont notés TEMpl où  p et l sont des entiers étiquetant les ordres radial et angulaire des modes, respectivement. L'intensité en un point (r,φ) (en coordonnées polaires) du centre du mode est donnée par :
{\displaystyle I_{pl}(\rho ,\varphi )=I_{0}\rho ^{l}\left[L_{p}^{l}(\rho )\right]^{2}\cos ^{2}(l\varphi )e^{-\rho }}
où ρ = 2r2/w2, L(su) est le polynôme de Laguerre associé d'ordre p et d'indice l, et w est la taille de la tache du mode correspondant au rayon du faisceau gaussien.
Avec p = l = 0, le mode TEM00 est le mode le plus bas. Il s'agit du mode transversal fondamental du résonateur laser et il a la même forme qu'un faisceau gaussien. Le modèle présente un seul lobe et une phase constante sur l'ensemble du mode. Les modes dont la valeur p augmente présentent des anneaux concentriques d'intensité, et les modes dont la valeur l augmente présentent des lobes distribués de manière angulaire. En général, il y a 2l(p+1) points dans le schéma du mode (sauf pour l = 0). Le mode TEM0i*, appelé mode "doughnut", est un cas particulier consistant en une superposition de deux modes TEM0i* (i = 1, 2, 3), tournés de 360°/4i l'un par rapport à l'autre.
La taille globale du mode est déterminée par le rayon du faisceau gaussien w, qui peut augmenter ou diminuer avec la propagation du faisceau, mais les modes conservent leur forme générale au cours de la propagation. Les modes d'ordre supérieur sont relativement plus grands que le mode TEM00, et le mode gaussien fondamental d'un laser peut donc être sélectionné en plaçant une ouverture de taille appropriée dans la cavité du laser.
Dans de nombreux lasers, la symétrie du résonateur optique est limitée par des éléments polarisants tels que les fenêtres à angle de Brewster. Dans ces lasers, des modes transversaux à symétrie rectangulaire sont formés. Ces modes sont appelés TEMmn, m et n étant les ordres horizontal et vertical du motif. La configuration du champ électrique en un point (x,y,z) pour un faisceau se propageant le long de l'axe z est donnée par la formule suivante :
{\displaystyle E_{mn}(x,y,z)=E_{0}{\frac {w_{0}}{w}}H_{m}\left({\frac {{\sqrt {2}}x}{w}}\right)H_{n}\left({\frac {{\sqrt {2}}y}{w}}\right)\exp \left[-(x^{2}+y^{2})\left({\frac {1}{w^{2}}}+{\frac {jk}{2R}}\right)-jkz-j(m+n+1)\zeta \right]}
où {\displaystyle w_{0}}, {\displaystyle w(z)}, {\displaystyle R(z)}, et {\displaystyle \zeta (z)} sont la taille, la taille du spot, le rayon de courbure et le déphasage de Gouy tels qu'ils sont donnés pour un faisceau gaussien ; {\displaystyle E_{0}} est une constante de normalisation ; et {\displaystyle H_{k}} est le k-ième polynôme d'Hermite du physicien. Le modèle d'intensité correspondant est :
{\displaystyle I_{mn}(x,y,z)=I_{0}\left({\frac {w_{0}}{w}}\right)^{2}\left[H_{m}\left({\frac {{\sqrt {2}}x}{w}}\right)\exp \left({\frac {-x^{2}}{w^{2}}}\right)\right]^{2}\left[H_{n}\left({\frac {{\sqrt {2}}y}{w}}\right)\exp \left({\frac {-y^{2}}{w^{2}}}\right)\right]^{2}}

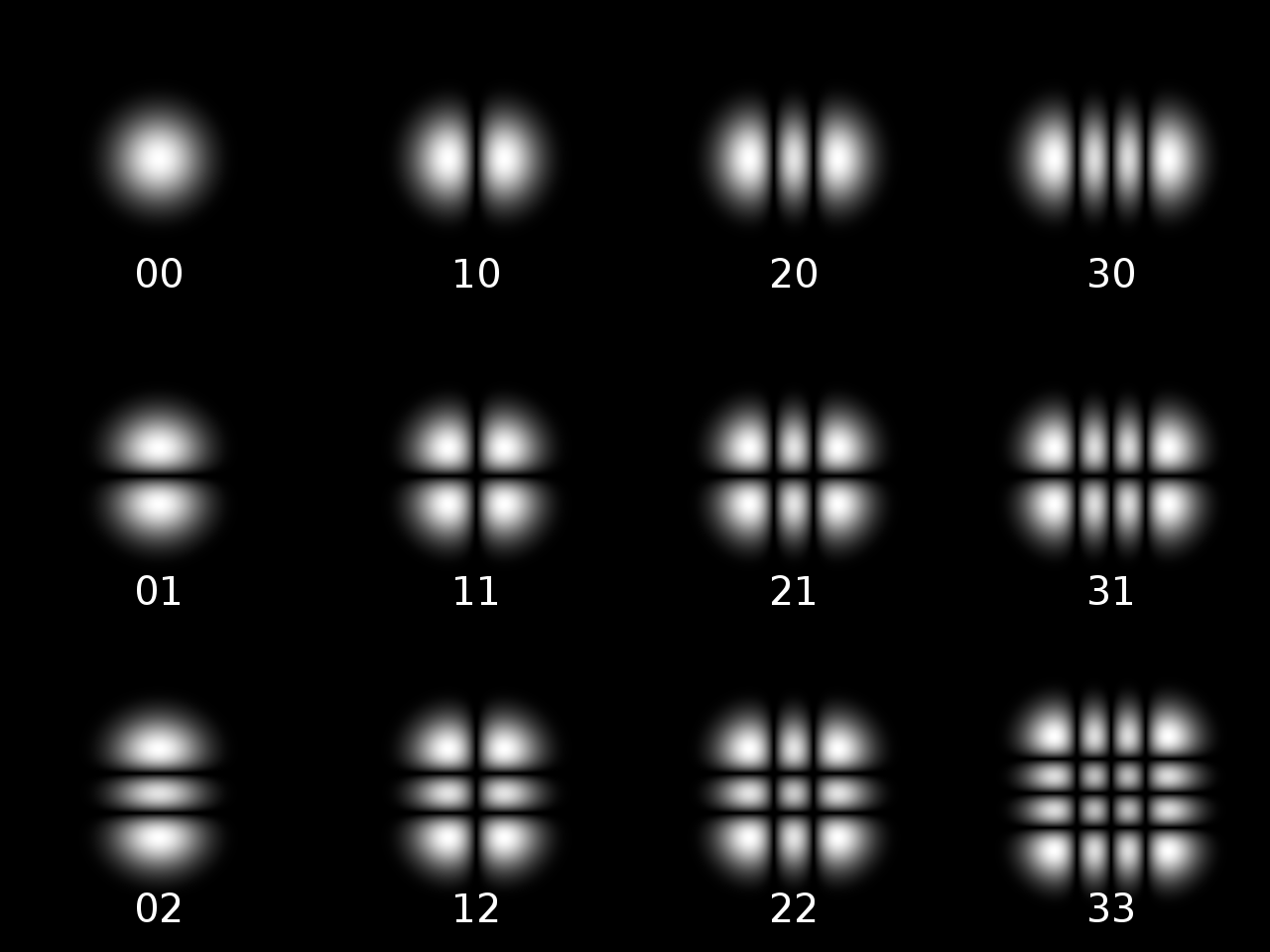
Modèles de modes transversaux rectangulaires TEM(mn)

Le mode TEM00 correspond exactement au même mode fondamental que dans la géométrie cylindrique. Les modes avec m et n croissants montrent des lobes apparaissant dans les directions horizontales et verticales, avec en général (m + 1)(n + 1) lobes présents dans le motif. Comme précédemment, les modes d'ordre supérieur ont une plus grande étendue spatiale que le mode 00.
La phase de chaque lobe d'un TEMmn est décalée de π radians par rapport à ses voisins horizontaux ou verticaux. Cela équivaut à une inversion de la direction de la polarisation de chaque lobe.
Le profil d'intensité global de la sortie d'un laser peut être constitué de la superposition de n'importe lequel des modes transversaux autorisés de la cavité du laser, bien qu'il soit souvent souhaitable de n'opérer que sur le mode fondamental.